# 柳昂
柳昂（?—?），字千里，河东郡解县（今山西省运城市临猗县）人，出自河东柳氏东眷，柳机的族弟，柳敏的儿子，北周、隋朝官员。

## 生平
柳敏有高名，好礼笃学，治家就像官府。在北周历职清要。开皇初年，官至太子太保。
柳昂有器度见识，才干器局过人。周武帝时，为大内史，赐爵文城郡公，官至开府，当朝理事，百官都出于其下。周宣帝嗣位，稍稍被疏远，但是不离本职。杨坚为丞相，柳昂着意结纳。杨坚非常高兴，任命他为大宗伯。柳昂就任那天，得了偏瘫，不能视事。杨坚受禅，建立隋朝，柳昂病好了，加上开府，拜为潞州刺史。柳昂见天下无事，上表建议劝学行礼。隋文帝看了后很高兴，于是下诏从此天下州县都设置博士习礼。柳昂在潞州，很有善政，数年后，在官任上去世。其子柳調。